# Тевтонский рыцарский крест

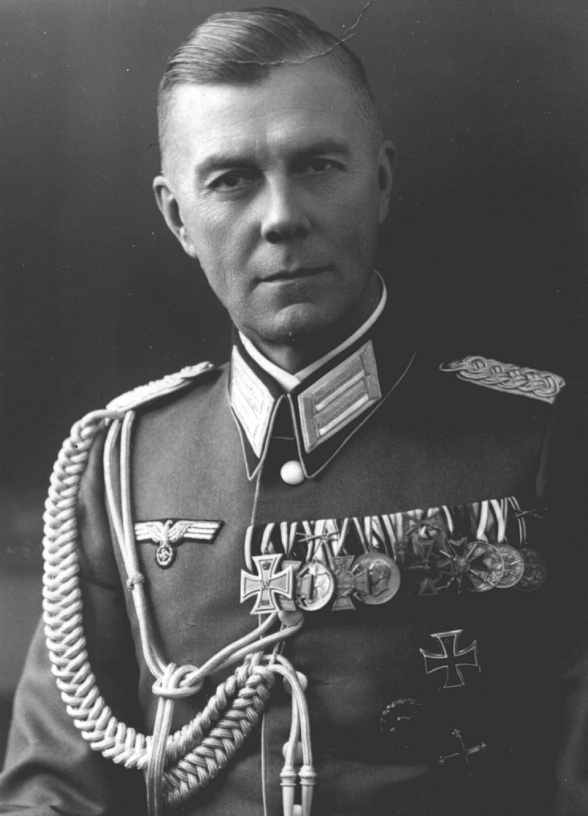
Альфред фон Рандов в парадной форме майора вермахта (около 1940 г.)

Крест Тевтонских рыцарей или Тевтонский рыцарский крест (нем. Deutschritter-Kreuz, также называемый нем. Randowkreuz, «крест Рандова») — награда, учреждённая 12 апреля 1919 года капитаном Альфредом фон Рандовым, возглавлявшим отряд фон Рандова в составе немецкого фрайкора в Прибалтике после Первой мировой войны. Как награда за службу в добровольческом корпусе, Тевтонский рыцарский крест является одной из негосударственных, частных наград. По словам фон Рандова: «Мой замысел был в том, чтобы при помощи такого памятного знака обеспечить известную товарищескую сплочённость среди членов отряда на более поздние времена».
Четырёхконечный восьмиконечный мальтийский крест на шпильке покрыт чёрной эмалью по всей поверхности и имеет узкий обод серебристого цвета. В простом виде его выдавали всем, кто прослужил в отряде четыре месяца. Таким же крестом на серебряной звезде награждали за шестимесячную службу.
В мае 1919 года был добавлен Большой крест, который никогда не вручался как отдельная награда, а также крест второй степени. Большой крест со звездой носил только сам Альфред фон Рандов.
Дизайнером всех степеней награды был капитан фон Рандов. Их выпускала компания Paul Meybauer (Берлин). Наградные свидетельства подписаны самим Альфредом фон Рандовым и снабжены официальной печатью отряда.
Сам Рандов уже в пожилом возрасте, около 60 лет, с началом Второй мировой войны вернулся на службу в вермахт, работал в абвере, за что после войны отбыл заключение в советских лагерях и в 1955 г. вернулся в Германию, умер в Кёльне.